# Hasenhof (Rüngsdorf)

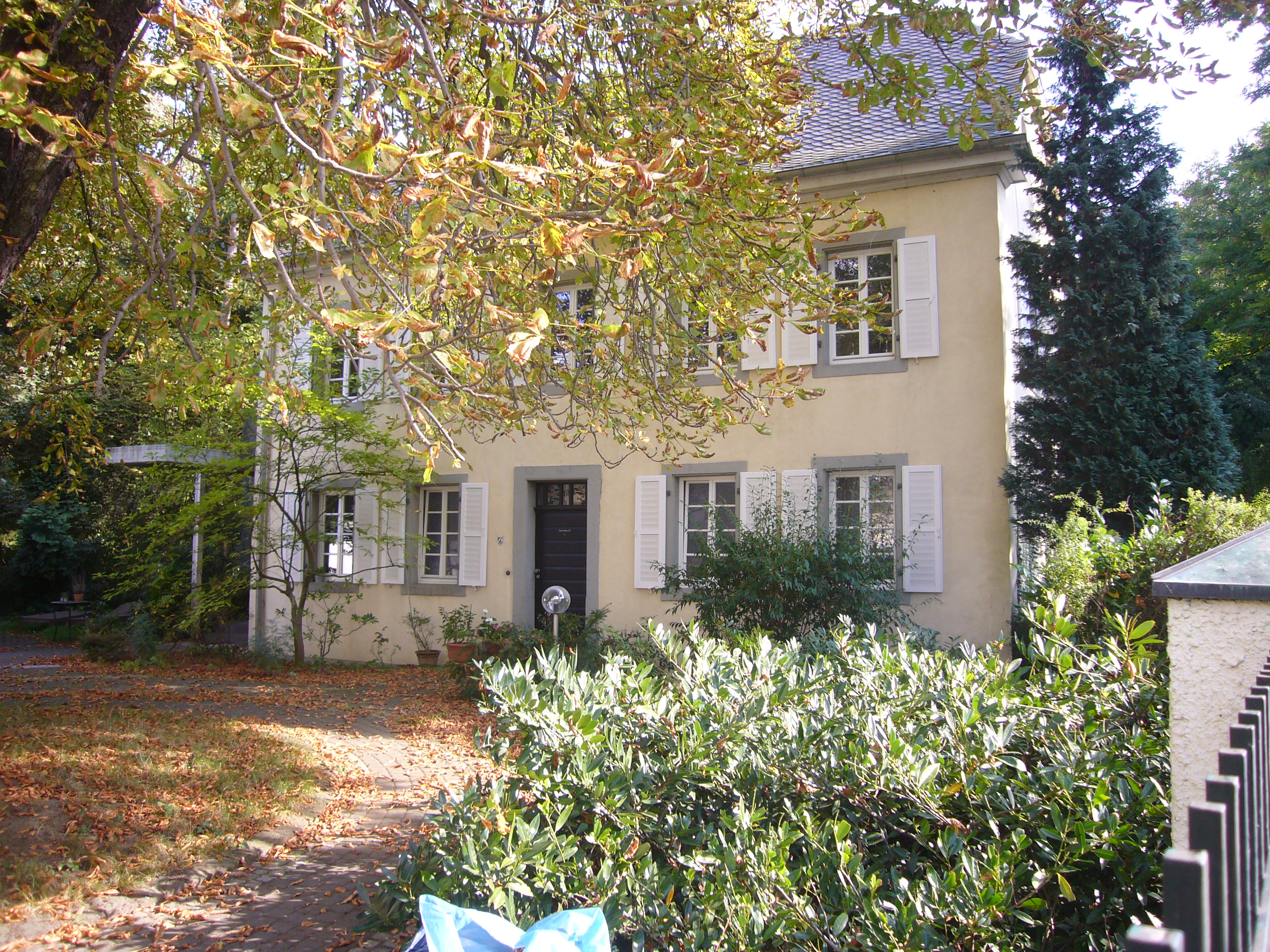
Hasenhof, Rheinstraße 35 (2011)

Der Hasenhof in Rüngsdorf, einem Ortsteil des Bonner Stadtbezirks Bad Godesberg, ist eine Hofanlage aus der Zeit um 1800. Er steht als Baudenkmal unter Denkmalschutz.

## Lage
Der Hasenhof schließt sich östlich an den Rüngsdorfer Kirchturm an und liegt an der Rheinstraße (Hausnummern 33/35) mit einem einstmals bis zum etwa 150 m entfernten Rheinufer (Von-Sandt-Ufer) reichenden Grundstück.

## Geschichte
Der Hasenhof wurde erstmals 1778 urkundlich erwähnt, als er von einem Freiherrn von Weyenhorst an einen Geheimrat von Tils verkauft wurde. Die Herkunft des Namens ist unbekannt. Das Wohnhaus und ursprüngliche Hauptgebäude der Hofanlage (Rheinstraße 35), ein verputzter zweigeschossiger Bau mit Krüppelwalmdach und Trachytgewände, stammen aus der Zeit um 1800. Auf dem zugehörigen, bis zum Rhein reichenden Grundstück wurde Weinbau betrieben, das heutige Wohnhaus Rheinstraße 33 diente als Kelterhaus. Zu den späteren Besitzern des Anwesens gehörte ab 1878 die aus Emmerich abstammende Familie eines Kommerzienrats Gülpen, in deren Besitz er mindestens bis Anfang der 1980er-Jahre verblieb.
1902 wurde eine zum Hof gehörige Remise im Zuge einer Straßenerweiterung abgebrochen. Ab Ende der 1920er-Jahre und noch bis in die 1950er-Jahre wurde im Haus Nr. 35 eine Fremdenpension betrieben. 1949/50 wurde das ehemalige Kelterhaus umgebaut und aufgestockt. 1972 wurde das Wohnhaus des Anwesens (Rheinstraße 35) innen einschließlich neuer Decken weitgehend umgebaut und um ein Treppenhaus erweitert. 1982/83 folgte eine Sanierung und Renovierung des Hauses Rheinstraße 33 zu Wohnzwecken. Das ehemals zum Hasenhof gehörende landwirtschaftlich genutzte Gelände wird nach der einstigen Betreiberfamilie der Fremdenpension „Beckers Garten“ genannt und wurde, nachdem es über lange Zeit brachgelegen hatte und im Besitz der Bundesanstalt für Immobilienaufgaben gewesen war, nach dem Erwerb im Jahre 2010 durch den Bonner Immobilienunternehmer Marc Asbeck 2016/17 mit 39 Wohneinheiten bebaut.
Die Eintragung der Hofanlage in die Denkmalliste der Stadt Bonn erfolgte am 14. Dezember 1984. Das Haus Rheinstraße 33 steht nur mit den erdgeschossigen Resten des ursprünglichen Keltergebäudes unter Denkmalschutz.